# Servian
Servian é uma comuna francesa na região administrativa de Occitânia, no departamento de Hérault. Estende-se por uma área de 40,61 km². Em 2010 a comuna tinha 5 216 habitantes (densidade: 128,4 hab./km²).